# Agathon Fain

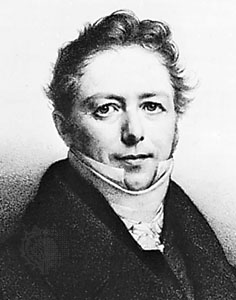
Agathon Fain

Agathon Jean François Fain (* 11. Januar 1778 in Paris; † 14. September 1837 ebenda) war ein französischer Verwaltungsfachmann und Napoleon Bonapartes Geheimsekretär.

## Leben
Fain stammte aus einer Handwerkerfamilie. Sein Vater Jean-François war Dachdecker, seine Mutter Marguerite-Agathe Näherin.
Mit 16 Jahren bekam Fain 1794 eine Anstellung in der Verwaltung des Nationalkonvents. Im Rang eines „Sekretärs“ betreute er dort den Militärausschuss. Mit Unterstützung des Politikers Paul de Barras wurde Fain 1796 die Leitung des Bureau de la Correspondeance übertragen. Durch seine Arbeit machte er u. a. die Bekanntschaft des Juristen Joseph-Jean Lagarde (1755–1839), der ihm ein weiterer Mentor wurde.
Während des Konsulats arbeitete Fain eng mit dem Politiker Hugues-Bernard Maret zusammen, der ihn dann auch Napoleon vorstellte. Der französische Kaiser förderte Fains Karriere: Staatssekretär (1804), Archivsekretär in das geheime Kabinett des Kaisers (1806), Requetenmeister im Conseil d’État (1807) und Nobilitierung (1809).
Anfang 1813 ernannte Kaiser Napoleon Fain zu seinem Geheimsekretär. Als solcher begleitete Fain seinen Kaiser bei allen seinen Kriegen und führte u. a. darüber ein Tagebuch. Nach der Schlacht bei Paris kam Fain zusammen mit Napoleon ins Schloss Fontainebleau, wo er die Abdikationsakte entwarf. Diesen Vertrag von Fontainebleau unterschrieb der Kaiser am 12. April 1814.
Während der Restauration verlor Fain als Parteigänger Napoleons seine Ämter. Als aber Napoleon die Insel Elba verließ und dessen Herrschaft der Hundert Tage begann, wurde er sofort wieder in allen Ehren zurück auf seinen Posten geholt. In dieser Zeit heiratete Fain in Paris Adelaïde Louise Lelorgne und hatte mit ihr zwei Töchter und drei Söhne.
Erst nach der Schlacht bei Waterloo wandte sich Fain dem Haus Bourbon zu. König Ludwig XVIII. wollte ebenso wenig am Hofe haben wie auch sein Nachfolger Karl X. Als dann aber nach der Julirevolution von 1830 Karl X. abgesetzt wurde und sich mit dem Bürgerkönig Louis-Philippe I. die Julimonarchie konsolidieren konnte, wurde Fain als Kabinettssekretär bestätigt. Von 1830 bis 1836 war er Generalintendant der Zivilliste, abwechselnd mit Camille de Bachasson, Comte de Montalivet: vom 2. November 1830 bis zum 10. Oktober 1832 und vom 22. Februar bis zum 6. September 1836, woebei Montalivet jedes Mal sein Vorgänger und Nachfolger war. 1834 wurde er Deputierter.
Agathon Fain starb am 14. September 1837 in Paris und fand dort auch seine letzte Ruhestätte.

## Ehrungen
- 31. Dezember 1809 Baron de l’Émpire
- 10. April 1813 Kommandeur der Ehrenlegion
- 14. September 1836 Großoffizier der Ehrenlegion

## Werke (Auswahl)
- Manuscrit de l’an 1814, trouvé dans les voitures impériales prises à Waterloo. Paris 1823.
  - Deutsch: Berlin 1823.
- Manuscrit de l’an 1813. Paris 1824–25 (2 Bände).
  - Deutsch: Stuttgart 1825.
- Manuscrit de l’an 1812. Paris 1827 (2 Bände).
  - Deutsch: Leipzig 1827.
- Manuscrit de l’an III (1794–95). Paris 1828.
  - Deutsch: Leipzig 1829.